# Tratado de Acobamba
El Tratado de Acobamba fue un acuerdo de paz firmado a orillas del río Acobamba (actualmente en la provincia de La Convención, Cuzco), el 24 de agosto de 1566, entre los reinos de España y Vilcabamba.

## Firma del documento
El tratado fue firmado por el 3° inca de Vilcabamba, Titu Cusi Yupangui, quien acudió a la ceremonia acompañado por sus capitanes Yamqui Mayta y Rimachi Yupanqui, además de otros jefes militares y su secretario e intérprete Martín Pando. Los españoles presentes eran García de Melo, un clérigo llamado Francisco de las Veredas y Diego Rodríguez de Figueroa.

## Términos del tratado
Se hicieron varias concesiones que favorecieron al Inca:
- El hijo del Inca Titu, Quispe Titu, se casaría con Beatriz Clara Coya después de convertirse al catolicismo y recibiría las propiedades que su difunto suegro, el 2° inca de Vilcabamba, Sayri Tupac, había recibido en Yucay, con el Inca como curador.
- El Inca recibiría una renta anual de 3.500 pesos de esas propiedades.
- El Inca permitiría en Vilcabamba, manteniendo encomendados "los indios que ahora tiene en el asiento donde está, que son muchos".
- Permanecerían en Vilcabamba los indios de varios repartimientos y pueblos que habían buscado refugio, por los cuales el Inca pagaría una compensación a los afectados.
- Ninguna de las partes, recibiría más refugiados.
- El Inca aceptó recibir misioneros y un corregidor.
- También se comprometió a no volver a asaltar el territorio ocupado por los españoles, a riesgo de ser causa de guerra.

## Ratificación
El presidente de la Audiencia de Lima, el gobernador Lope García de Castro, ratificó el tratado en Lima el 14 de octubre de 1566. Llevado de vuelta al Inca, fue ratificado por éste el 9 de julio de 1567. Asimismo, una copia del tratado, fue enviado al rey Felipe II de España, quien recién lo aprobó el 2 de enero de 1569.